# 卡累利阿人
卡累利阿人是居住在俄羅斯和芬兰的波罗的芬兰人中的一支。由于苏联时期的强制人口迁徙的缘故，在2001年时乌克兰境内也有超过1500名卡累利阿人。卡累利阿人讲卡累利阿语中的三种方言：本部卡累利阿语、利维卡累利阿语和吕迪语。
本部卡累利阿语又分成北部方言和南部方言。讲南部方言的人群居住在卡累利阿共和国、特维尔州及芬兰境内。讲利维卡累利阿语居住在卡累利阿共和国和芬兰境内。讲吕迪语的吕迪人通常被认为是讲自己方言的卡累利阿人，但这是依据行政上的传统，而不是该人群的自我认同。有时他们被认为是波罗的芬兰人中讲自己语言的单独分支。语言学上吕迪语在芬兰被认为是单独的一门语言，在俄罗斯则被认为是卡累利阿语的方言。
在芬兰语中卡累利阿人（芬蘭語：karjalaiset）可以指所有在卡累利阿（包括芬兰和俄罗斯部分）的波罗的芬兰人，在历史演变中成为两个相关但不同的族群。大部分在芬兰的卡累利阿人是芬兰民族的一部分，为卡累利阿部落或民系，他们讲的是芬兰语的方言。本条目介绍的是主要居住在俄罗斯的卡累利阿人（芬兰境内也有一些讲卡累利阿语的卡累利阿人及他们的后代）。因此在芬兰需要注意上下文来理解“卡累利阿人”具体指哪个族群。

## 分裂为二的卡累利阿民族

### 铁器时代的古卡累利阿
卡累利阿人没有形成一个统一的民族或国家，他们作为相对分散的群体生活在卡累利阿地峽、維堡灣周围以及拉多加湖西岸和北岸。在这些区域内形成了所谓的古卡累利阿语，操这种语言的人在铁器时代后期和中世纪时扩散至萨沃尼亚、白海，甚至到北博滕。
卡累利阿显然在1280年代接受了诺夫哥罗德共和国的统治，其时的行政中心位于凯基萨尔米（Käkisalmi）。1293年瑞典设立维堡，从此在卡累利阿地峡建立了立足点。

### 卡累利阿民族的分裂
据1323年签订的《内特堡和约》，诺夫哥罗德向瑞典割让了卡累利阿西部及萨沃尼亚地区。卡累利阿的人口也就分属为瑞典和诺夫哥罗德，以及分属为天主教會和东正教会。由于宗教信仰上的不同，文化和商业流通方向的不同，以及人口迁徙，导致位于诺夫哥罗德一边的古卡累利阿语渐渐发展为卡累利阿语（即本部卡累利阿语）。而在隶属瑞典的卡累利阿所讲的语言则受到来自西边的影响形成为所谓的维堡卡累利阿语，及后来发展为芬兰语的东南方言群，或被命名为芬兰语的卡累利阿方言。
1600年代时由于战争的缘故，居住在当时的凯基萨尔米省（包括现今北卡累利阿區及其它地区）信仰东正教的卡累利阿人归属至瑞典的统治。一些东正教人口由于战乱和宗教迫害的原因避难至特维尔州等地。在很多地方留下来的东正教徒在几代之内改信路德宗。而空闲的土地上又迁徙来了新的路德教徒，这些凯基萨尔米省北部和中部新来的人口大多数是来自萨沃尼亚。渐渐地这些新来人口也被称为卡累利阿人（其实是芬兰人的卡累利阿部落或民系，也可称为卡累利阿芬兰人）。由于这个缘故，在北卡累利阿区所说的方言跟萨沃方言相关，而跟南部所说的东南方言无关。凯基萨尔米省南部卡累利阿地峡上空闲土地里新迁的人口主要来自西卡累利阿，所以在那儿所说的方言是芬兰语的东南方言（或称卡累利阿方言）。
但有个特例是属于芬兰所谓的边境卡累利阿地区的居民，他们讲本部卡累利阿语的南部方言或者利维卡累利阿语（奥洛涅茨卡累利阿语）。二战结束后该地区被割让给苏联。该地区的居民被迫迁徙到芬兰一侧。他们及后代开始使用芬兰语。在现今芬兰凯努区苏奥穆斯萨尔米市镇靠近俄罗斯边境有几个村庄的人还在说卡累利阿语的老年人。以前直至1600年代，在现今的北卡累利阿区曾经有一些讲卡累利阿语的地区。当今在一些具有卡累利阿背景的人当中渐渐练习卡累利阿语，并开始发展卡累利阿语文化。在芬兰能说卡累利阿语的人数大约为几千人左右。
属于俄罗斯的东卡累利阿境内现今也保存了卡累利阿语，尽管在二十世纪下半叶能讲卡累利阿语的人数大为减少。

## 卡累利阿人的分支
卡累利阿民族大致可以划分为如下的分支：
- 白海卡累利阿人，居住在白海卡累利阿，讲本部卡累利阿语
- 女儿卡累利阿人，或称孤岛卡累利阿人（讲从本部卡累利阿语进一步发展而成的方言，在1600年代从卡累利阿地峡和芬兰北卡累利阿区迁徙至俄罗斯西北部）
  - 特维尔卡累利阿人（英语：Tver Karelians）
  - 瓦尔代卡累利阿人（芬蘭語：Valdainkarjalaiset），居住在诺夫哥罗德州
  - 季赫温卡累利阿人（芬蘭語：Tihvinänkarjalaiset）
- 利维卡累利阿人，即居住在奥努斯卡累利阿（或称奥洛涅次卡累利阿）的利维人
- 吕迪人，居住在东奥努斯卡累利阿
- 伊喬里亞人，居住在英格里亞，其中居住在索伊科拉的伊乔里亚人自我认知为卡累利阿人，尽管通常伊乔里亚人被认为是单独的一个民族
- 芬兰卡累利阿人，约三万人，他们的后代可能多达10万至20万人[11]

## 卡累利阿语的枯萎
1989年俄罗斯人口普查中有131,000人申报为卡累利阿族，其中大约一半人的母语为卡累利阿语。现实中母语人口数量可能更多，因为有些人害怕因少数民族身份受到迫害而不敢申报自己真正的母语。在俄罗斯吕迪人也统计为卡累利阿人。现今转向使用俄语的人越来越多，而新生一代几乎毫无例外地转向使用俄语。